# Tours Métropole Basket
Il Tours Métropole Basket è una società cestistica avente sede a Tours, in Francia.

## Storia
Fondata nel 1925 come società sportiva di dopolavoro della Compagnie du chemin de fer de Paris à Orléans (PO) nella città di Tours, nel 1938 dopo la fusione della PO con la Société Nationale des Chemins de fer Français (SNCF), la formazione sportiva entrò a far parte della polisportiva Association sportive de préparation olympique Tours, meglio nota come ASPO Tours, e sotto tale nome militò nel campionato francese vincendo 2 titoli.
Staccatasi nel 1981, assunse la denominazione di Tours Basket Club, per cambiare poi denominazioni varie volte, non raggiungendo più i fasti di un tempo e militando nelle serie inferiori, fino ad assumere nel 2021 la denominazione attuale.

## Palmarès
- Campionato francese: 2

1975-76, 1979-80